# Dames doden heren
Dames doden heren is een hoorspel van Michal Tonecki. Frauen morden Männer werd op 19 november 1968 door de Westdeutscher Rundfunk uitgezonden. Coos Mulder vertaalde het en de KRO zond het uit in het programma Dinsdagavondtheater op dinsdag 2 september 1969. De regisseur was Léon Povel. Het hoorspel duurde 30 minuten.

## Rolbezetting
- Fé Sciarone (Maud)
- Joke Reitsma-Hagelen (Golly)
- Hans Karsenbarg (hij)

## Inhoud
Een man ontwaakt, vastgebonden op een tafel, en herinnert zich in een vraag- en antwoorddialoog met twee zeer mooie dames hoe hij hier verzeild is geraakt, in dit afgelegen huis aan de rand van de stad. Een arsenaal aan passende instrumenten ontneemt hem ten slotte de laatste twijfel. Hij is in de handen van vrouwelijke vampieren gevallen…